# 小行星11739
小行星11739（11739 Baton Rouge）是一颗绕太阳运转的小行星，为主小行星带小行星。该小行星于1998年9月25日发现。

## 轨道参数
小行星11739的轨道半长轴为3.9359942 UA，离心率为0.252。